# Jill Kintner
Jill Kintner (ur. 24 października 1981 w Seattle) – amerykańska kolarka startująca w konkurencji four-cross i BMX, brązowa medalistka olimpijska, sześciokrotna medalistka mistrzostw świata MTB.

## Kariera
Pierwszy sukces w karierze Jill Kintner osiągnęła w 2003 roku, kiedy zdobyła brązowy medal w four-crossie podczas mistrzostw świata w Lugano. W zawodach tych wyprzedziły ją jedynie dwie Francuzki: Anne-Caroline Chausson oraz Sabrina Jonnier. W tej samej konkurencji dwukrotnie zajęła drugie miejsce: na mistrzostwach w Les Gets w 2004 roku i mistrzostwach w Canberze w 2009 roku. Ponadto w międzyczasie trzykrotnie zdobywała złote medale, podczas MŚ w Livigno (2005), MŚ w Rotorua (2006) oraz MŚ w Fort William (2007). W 2008 roku wystartowała na igrzyskach olimpijskich w Pekinie, gdzie zajęła trzecie miejsce w wyścigu BMX, ulegając dwóm reprezentantkom Francji: Anne-Caroline Chausson i Laëtitii Le Corguillé. Ponadto pięciokrotnie stawała na podium Pucharze Świata w kolarstwie górskim: zwyciężała w latach 2005 i 2006, była druga w 2007 roku, a w latach 2004 i 2009 zajmowała trzecie miejsce.